# Diocese da Itália Anonária
A Itália Anonária foi uma diocese do Império Romano tardio, com capital em Mediolano (atual Milão), cujos habitantes tinham obrigação de fornecer provisões, vinho e madeira, à corte, à administração e às tropas estacionadas em Mediolano e em Ravena. Estava subordinada à prefeitura pretoriana da Itália.

## Descrição
Sob Constantino, a Diocese de Itália foi subdividida em duas partições administrativas, ou vicariatos, cada uma governada por um vigário da Itália: a Itália Suburbicaria e a Itália Anonária.
A Itália Anonária instituída pela reforma de Constantino em 324 e compreendia a parte setentrional da península Itálica e algumas regiões da Ilíria. Foi subdividida nas seguintes províncias:
- Alpes Cócios (Alpes Cottiae), com capital em Segúsio (atual Susa)
- Flamínia e Piceno Anonário, com capital em Ravena
- Ligúria [nt 2] e Emília (Liguria et Aemilia), com capitais em Mediolano[4] e Placência respectivamente
- Récia I (Raetia), com capital em Cúria Retoro (atual Coira)
- Récia II, com capital em Augusta Vindelico (atual Augsburgo)

As províncias seguintes faziam parte da Itália Anonária durante o governo de Constantino (r. 306–337), mas foram colocadas sob a jurisdição da Diocese da Panônia sob Teodósio (r. 378–395):
- Dalmácia (Dalmatia), com capital em Salona (atual Solin)
- Nórica Ripense (Noricum Ripense), com capital em Lauríaco (atual Enns)
- Nórica Mediterrânea (Noricum Mediterraneum), com capital em Viruno, na moderna Caríntia
- Panônia Prima (Pannonia Superior), com capital em Carnunto (atual Petronell-Carnuntum)
- Panônia Secunda (Pannonia Inferior), com capital Aquinco
- Panônia Sávia (Pannonia Savia ou Pannonia Valeria), com capital em Siscia atual Sisak, na fronteira entre Eslovênia e Croácia
- Panônia Valéria (Valeria Ripensis), com capital em Sopianas (atual Pécs)

A máxima autoridade civil era o vigário da Itália, residente em Mediolano. Numa reforma posterior, o imperador Teodósio II criou uma nova diocese na Ilíria, destacando-a da Itália Anonária.
A diocese parece ter sobrevivido também à queda do Império Romano do Ocidente, porque o vigário da Itália ainda aparece em fontes da época em Gênova no final do século VI. Evidentemente, como sustentou Diehl no passado, o vigário da Itália Anonária, inicialmente residente em Milão, depois da conquista lombarda (569) se refugiou em Gênova. De todo modo, devido à militarização da Itália bizantina, reorganizada no Exarcado de Ravena em seguida à invasão lombarda, e da conquista pelos lombardos, o vigário perdeu muito de sua autoridade, ocupando-se somente da gestão das finanças. Provavelmente o vigário da Itália desapareceu com a conquista lombarda da atual região italiana da Ligúria sob Rotário (643) ou pouco antes.